# Les Routiers
Relais Routiers es el nombre de una red francesa de restaurantes destinados a los conductores de camiones (routiers en francés) y transportistas por carretera de Francia. Los establecimientos miembros de la red se recogen en una guía del mismo nombre que se actualiza cada año, editada pour la editorial Groupe SEJT. La editorial edita también la revista mensual Les Routiers, con una difusión media de 45.000 ejemplares, que ofrece información profesional y un magazín para transportistas por carretera.

## Historia
En 1934, el periodista francés François de Saulieu de la Chomonerie (1907-1987) realiza un reportage sobre la dura vida de los camioneros. Para federarlos, decide crear un periódico mensual, Les Routiers, y recomienda que se asocien los restaurantes situados a lo largo de los grandes ejes de transportes que sirvan comidas sencillas y copiosas con precios económicos. Se crea el célebre logo redondo, azul y rojo, para distinguir a los restaurantes recomendados. El mismo año se publica un anuario, La route facile, que cataloga los restaurantes y hoteles de la cadena. Adoptará luego el título Guide  des  Relais  Routiers, y se ganará el apodo de Guide Rouge (Guía Roja) de la gastronomía. En 2010, la guía se editaba a 45.000 ejemplares. En sus orígenes, la red reagrupaba cerca de 2000 establecimientos, y en 1950 contaba 5000.
Aparte de servir un menú completo de platos tradicionales y locales por un precio máximo de 14 euros, para pertenecer a la red es necesario disponer de una zona de aparcamiento de un mínimo de 500 m², y de aseos y duchas limpias. La calidad excepcional de los establecimiento se distingue con cacerolas, siguiendo el ejemplo de las estrellas Michelin. En 2021, según las fuentes, la red francesa contaba entre 700 y 1600 establecimientos.

### Versión británica
En 1970 se abrió "Les Routiers" en Reino Unido, como franquicia de la empresa y guía originales. La guía recopilaba una mezcla eteróclita de establecimientos refinados, desde restaurantes gourmet y gastropubs hasta salones de té elegantes. Quebró en la primera década del siglo XXI, y reapareció en 2007.
En 2002, un artículo en The Daily Telegraph afirmaba que la empresa cobraba £900 libras por una entrada en su guía, con los comentarios escritos por los gerentes de ventas de las respectivas empresas interesadas.
La franquicia británica tiene su sede cerca de la estación de trenes de Claygate.[cita requerida]
La compañía presenta anualmente el premio "Les Routiers UK".